# Daïra d'Isser
Pour les articles homonymes, voir Khemis et Isser.
La daïra des Issers est une des neuf (9) daïras qui composent la wilaya de Boumerdès, en Algérie, et dont le chef-lieu est la ville éponyme de Khemis Isser.
Les communes qui la composent sont :
- Issers
- Si Mustapha
- Timezrit
- Chabet El Ameur

## Histoire
La daïra d'Isser est créée à la suite de la promulgation de la loi no 84-09 du 4 février 1984 relative au découpage territorial administratif.
Cette daïra a été touchée par le tremblement de terre du 21 mai 2003.
Elle a été peuplée historiquement par les kabyles des âarchs des tribus de Kabylie tels que les Aïth Aïcha.